# Португальский Цейлон
Португальский Цейлон — период истории Шри-Ланки, характеризующийся владычеством Португалии над значительной частью территории острова. Его началом считается первое посещение острова португальцами в 1505 году, а окончанием — взятие голландцами в 1658 году последнего португальского опорного пункта в Азии: порта Негапатам.

## Португальское завоевание прибрежных районов Шри-Ланки
Португальцы впервые посетили остров Шри-Ланка в 1505 году. Убедившись в доходности местной экспортной торговли, португальские власти Гоа взяли курс на строительство факторий на побережье, которые постепенно должны были стать опорными пунктами для военного захвата острова. В 1518 году на остров была направлена португальская миссия (во главе с Лопу Суариш ди Албергария) для установления с наиболее крупным и могущественным местным государством — Котте. Переговоры завершились тем, что португальцам разрешили построить торговую факторию близ столицы и обещали ежегодные поставки корицы в качестве платы за обещанную помощь правителю Котте в его борьбе за верховную власть на острове.
В 1521 году царь Котте был убит своими тремя старшими сыновьями, недовольными тем, что их отец объявил наследником престола младшего — четвёртого — брата. После убийства Виджаябаху его государство распалось на три враждующих между собой объединения с центрами в Котте, Ситаваке и Райагаме. Так как район города Котте был основным районом произрастания коричного дерева, то он представлял наибольший интерес для португальцев, заинтересованных в экспортной торговле корицей. Португальцы постарались получить прочные позиции при дворе этого княжества, и поддержали его правителя Бхуванаикабаху своим флотом.
В 1530-х годах на Шри-Ланке усилилось государство Ситавака, властитель которого — Маядунне — решил захватить и Котте. Однако превосходство военной техники португальцев обеспечило победу правителю Котте, и Маядунне был вынужден просить мира. Бхуванаикабаху дал разрешение католическим миссионерам-францисканцам на строительство на территории Котте католических храмов и свободную пропаганду христианского вероучения среди населения. Самого Бхуванаикабаху не удалось склонить к изменению веры, однако его зависимость от «союзников» всё более увеличивалась.
Так как у Бхуванаикабаху не было сыновей, то Маядунне — следующий по старшинству брат царя — согласно сингальской традиции имел все основания рассчитывать на провозглашение его наследником. Однако в 1540 году Бхуванаикабаху объявил наследником престола Котте своего внука Дхармапалу (сына его дочери Самудрадеви), и направил посольство в Лиссабон ко двору португальского короля Жуана III с целью получить его одобрение и благословение. В 1543 году португальский король торжественно короновал присланную ему золотую статую Дхармапалы, санкционировав тем самым столь необычный и беспрецедентный для Шри-Ланки порядок престолонаследия.
В 1540-х годах началось вмешательство Португалии во внутренние дела государства Джафна. Активная миссионерская деятельность католических священников среди тамильского населения привела к созданию многочисленной тамильской христианской общины на северном и северо-восточном побережье острова.
В 1550-х годах в ходе военных действий между Котте и Ситавакой был убит правитель Котте — Бхуванаикабаху. Маядунне — правитель Ситаваки — объявил себя законным наследником и двинул войска к столице; португальцы при поддержке значительной части знати провозгласили правителем Дхармапалу. Регентом до достижения царём совершеннолетия был назначен отец Дхармапалы — Видийе Бандара. Объединённые сингало-португальские войска изгнали Маядунне с территории Котте и вступили на землю Ситаваки. Маядунне бежал, бросив столицу на произвол судьбы. Союзные войска прекратили преследование и вернулись в Котте.
Видийе Бандара, пойдя на уступку португальцам и приняв католичество, направил усилия на уменьшение военного присутствия португальцев в Котте и их политического давления. В 1553 году он поднял восстание против засилья португальцев, которое поддержал Маядунне, и в результате совместной боевой операции Котте и Ситаваки португальцы были отброшены на побережье. Однако Маядунне, увидев в Видийе Бандаре соперника, поспешил вступить в союз с разбитыми португальскими частями и разгромил войско Видийе Бандары.
Ставленник португальцев на престоле Котте — Дхармапала — в 1557 году был обращён в католичество, и в доказательство истинности своей новой веры конфисковал все земли буддийских и индуистских монастырей, передав их в качестве дара францисканским монахам. Потеряв в результате подобных акций поддержку своих подданных, Дхармапала был вынужден в 1565 году последовать за португальцами, оставившими Котте перед наступающими войсками Маядунне, и обосноваться в португальском форте Коломбо, став таким образом государем без государства.
В 1560 году в результате португальской военной экспедиции под предводительством Андре Фуртадо де Мендосы в городе Джафна было основано военное поселение, а португальский ставленник Итириманн Чинкам стал королём государства Джафна, согласившись взамен на регулярную выплату дани португальским властям Котте. Год спустя индиустская тамильская знать организовала заговор, и Итириманн Чинкам был вынужден бежать в португальский форт. Португальские войска жестоко расправились с участниками заговора и вновь водворили на трон своего ставленника.
В 1574 году португальцы выступили инициаторами заключения брачного союза между Дхармапалой и принцессой из восточноланкийского государства Канди. Усмотрев в этом браке угрозу потенциального военного союза португальцев и кандийцев, правитель Ситаваки двинул свою армию в поход на Канди. Поход был прерван внезапным нападением португальской эскадры на юго-западное побережье. Португальские войска углубились на территорию Ситаваки, разгромили и разграбили множество сингальских деревень, буддийских монастырей и индийских храмов. Когда Раджасинха в 1578 году вторично организовал военную экспедицию против Канди, португальская эскадра повторила свою вылазку из порта Коломбо.
В 1570-х годах португальцы построили ещё один форт на юго-западном побережье — Галле. Их опорными пунктами на острове также стали Тринкомали и Баттикалоа на востоке и Путталам на северо-западе. Двухлетняя осада Коломбо, предпринятая Раджасинхой, не дала желаемых результатов, так как сингальская армия была не в силах помешать регулярному прибытию португальских судов из Гоа.
В 1580 году Дхармапала объявил в Коломбо, что завещает все юридически подвластные ему территории португальской короне. В 1590-х годах португальцы существенно расширили подвластные им районы и контролировали большую часть Шри-Ланки. Номинальным правителем Котте, куда была включена и территория Ситаваки, стал Дхармапала. После смерти Дхармапалы в 1597 году португальский генерал-капитан на Цейлоне дон Иеронимо де Азеведу подписал конвенцию с наместниками всех провинций Котте, согласно которой король Португалии Филипп I был официально провозглашён королём португальских владений на Цейлоне.
После смерти Итириманна Чинкама в 1615 году в государстве Джафна разгорелась борьба за право наследования. Власть была захвачена Санкили Кумарой, который устранил всех претендентов на престол и потребовал у португальцев признать его регентом при трёхлетнем сыне Итириманна Чинкама. Португальцы пошли на это с условием предоставления свободы передвижения и действий португальским католическим священникам по территории Джафны, а также ежегодной выплаты дани.
В 1618 году против Санкили Кумары был группой христиан организован заговор, подавляя который, правитель Джафны пригласил на помощь войска из южноиндийского княжества Танджур, а также запросил военную помощь от голландцев, обосновавшихся в ряде факторий на побережье Южной Индии. Узнав об этом, португальцы в 1619 году снарядили экспедицию в Джафну и захватили Санкили в плен. С 1620 года в Джафне стало осуществляться прямое колониальное управление. Таким образом, в конце XVI — начале XVII веков юго-западные и северные части Шри-Ланки оказались под контролем португальцев; независимость сохраняло лишь государство Канди, расположенное в труднодоступных центральных районах острова.

## Взаимоотношения португальцев с государством Канди
В 1594 году португальские власти организовали военную экспедицию в центральные районы острова с целью подчинить Кандийское государство и посадить на престол свою ставленницу — кандийскую принцессу Кусумасанадеви, вошедшую в историю под именем Доны Катарины. Португальцы, руководимые Педро Лопесом де Соузой, были встречены кандийской армией под предводительством Конаппу Бандары и потерпели сокрушительное поражение в битве при Ганноруве. Захваченная в плен Дона Катарина стала женой победителя, который правил в Канди до 1604 года, приняв имя Вимала Дхарма Сурия I. Проводимая им внутренняя политика, продолженная его преемником Сенератом (1604—1635) была направлена на усиление экономической и военной мощи Кандийского государства. Особое внимание уделялось укреплению границ, на которых было построено значительное число фортификационных сооружений.
Целью кандийских правителей было сохранение мира с португальцами на любых условиях. Португальская же сторона, стремившаяся овладеть природными богатствами центральной части острова и портами на северо-восточном побережье, совершала постоянные опустошительные рейды в глубь кандийской территории. В 1617 году между Португалией и Канди был заключён договор, согласно которому португальская сторона признавала Сенерата правителем Канди, кандийская же сторона — права португальцев на управление прибрежными районами острова. Кандийцы соглашались выплачивать ежегодную дань и не впускать во внутренние районы враждебные португальцам силы. Однако, несмотря на условия договора, португальцы вскоре заняли крупный кандийский порт Тринкомали. В ответ новый кандийский правитель Раджасингха II стал совершать постоянные вылазки на подвластные португальцам территории.
В 1620—1630-х годах португальцы организовали несколько военных экспедиций на территорию Канди, но им не удалось удержать захваченных позиций, и в 1630 году португальская армия, которой командовал Константин де Саа, была разбита и почти полностью уничтожена. В 1633 году португальские власти заключили с кандийским правителем новый мирный договор, по условиям которого кандийская сторона сохраняла за собой всю прежнюю территорию, но обязалась по-прежнему выплачивать португальцам дань; также по условиям договора к португальцам отошёл важный стратегический пункт на восточном побережье острова — форт Баттикалоа.

## Португальское управление подконтрольными территориями
Поначалу португальское население торговых факторий было малочисленно, вело замкнутый образ жизни, строившийся по образцам метрополии, и влияние его на окружающую территорию было крайне ограниченным. С завоеванием юго-запада и севера острова власть португальцев охватила значительные территории прибрежной зоны. Малочисленность собственно португальского населения, а также стремление найти социальную опору среди местной верхушки привели к тому, что провинциальное управление было практически полностью сохранено за сингальской и тамильской элитами. Португальцы монополизировали лишь центральный аппарат власти.
Во главе колониальной администрации на Шри-Ланке стоял португальский генерал-капитан, подчинявшийся, в свою очередь, португальскому вице-королю в Гоа. Постепенно гоаская администрация поставила под контроль деятельность колониальных властей на Шри-Ланке, выведя из-под ведения последних ключевое звено колониального управления — департамент финансов, глава которого стал подчиняться непосредственно вице-королю. Руководство же военным и налоговым управлением было оставлено за генерал-капитаном.
Колониальные войска были крайне неоднородными по своему социальному и этноконфессиональному составу. Главнокомандующий и высшие офицеры назначались вице-королём в Гоа и формировали военные подразделения из наёмников. Часть солдат португальской армии набиралась в самой метрополии — как правило, из беднейших слоёв крестьянства, городских низов, каторжников и деклассированных элементов. Значительную прослойку составляли индийцы из Гоа и африканцы. Кроме этого, португальские власти нередко бывали вынуждены полагаться на войска правителей местных государств.
Португальцы вели активную кампанию по обращению местного населения в католичество. С 1543 года на острове начала действовать францисканская миссия, а к концу португальского правления на Шри-Ланке действовали ещё иезуиты, доминиканцы и августинианцы. Португальцы негативно относились к представителям всех местных религий, однако их политика в отношении различных этноконфессиональных групп была неодинаковой. Наибольшему преследованию подвергались «мавры», в руках которых была сосредоточена внутренняя и внешняя торговля страны.
Португальцы постепенно сосредоточили в своих руках контроль над сбором корицы в прибрежных районах и последующими экспортными операциями. В 1590-х годах Коломбо был объявлен единственным портом, через который могла легально осуществляться экспортная торговля корицей. В 1595 году экспорт корицы стал монополией генерал-капитана Коломбо, который должен был ежегодно продавать португальской короне установленное её количество по твёрдым ценам. Однако в 1614 году в целях стабилизации цен на корицу было решено сделать торговлю ею государственной монополией. Все коричные деревья, в том числе находившиеся на землях сельских общин, были объявлены собственностью португальского короля, и сбор коры коричного дерева частными лицами стал караться смертной казнью.
Португальцы проявили значительный интерес и к другим экспортным культурам Шри-Ланки, прежде всего к перечной лиане и арековой пальме. Однако экспорт чёрного перца и орехов арека не являлся монополией португальских властей, а осуществлялся индийскими купцами; колониальная администрация лишь взимала с них экспортную пошлину. Крупные доходы поступали в португальскую казну от целого ряда промыслов, являвшихся монополией португальского короля; среди них наиболее важными были добыча жемчуга, добыча и обработка драгоценных камней, отлов слонов.

## Голландское завоевание португальских владений
В 1602 году в Батавии (на острове Ява) была образована Голландская Ост-Индская компания. Португалия, находившаяся в это время под властью испанской короны, участвовала в борьбе против восставших нидерландских провинций, поэтому Голландская Ост-Индская компания стала распространять своё влияние на бывшие португальские колонии и зависимые территории в Юго-Восточной Азии и Африке.
В поисках союзников для борьбы с Португалией Голландия поддержала оборонительные усилия Кандийского государства. Переговоры между двумя странами завершились договором о совместных боевых действиях против португальской армии на Шри-Ланке; за это Голландия получила монопольное право закупки кандийской корицы. Узнав о кандийско-голландских переговорах, португальцы начали боевые действия против союзных войск. К 1639 году голландские и кандийские войска отвоевали у португальцев Тринкомали и Баттикалоа; Голландская Ост-Индская компания добилась от Канди права на размещение в них голландских гарнизонов и фактически превратила эти порты в опорные базы своих вооружённых сил на острове. В 1640 году кандийско-голландские силы взяли штурмом Негомбо и Галле на юго-западном побережье острова, где голландцам также удалось утвердить своё военное присутствие.
Падение власти испанских Габсбургов в Португалии и заключение мира между Голландией и Португалией в Европе заставило голландцев нарушить условия договора с кандийской стороной и приостановить дальнейшее наступление на португальские владения на Шри-Ланке. В 1644 году был заключён договор о перемирии, по условиям которого португальская и голландская сторона обязались не возобновлять военных действий на острове и поделить захваченную юго-западную часть Шри-Ланки между собой. В 1645 году договор о перемирии был дополнен подписанием в Галле соглашения, предполагавшего оказание взаимной военной помощи в случае нападения со стороны Канди.
В 1652 году мир между Голландией и Португалией в Европе был нарушен, что послужило сигналом для возобновления военных действий и на Шри-Ланке. Голландцам удалось вновь наладить отношения с Раджасингхой II и с его помощью повести решительное наступление на позиции португальцев. В 1656 году после семимесячной осады, предпринятой совместно кандийскими и голландскими войсками, сдался Коломбо. Затем голландские войска захватили Джафну, а к затем захватили все опорные пункты португальцев в Индии. В 1658 году пал последний португальский форт в этой части света — Негапатам.